# Sursum
Umělecké sdružení Sursum (z latinského sursum corda – vzhůru srdce) bylo české výtvarné a literární sdružení působící v letech 1910–1912. Bylo složeno z příslušníků druhé generace českých symbolistů, kteří usilovali o povznesení duchovní hloubky námětů výtvarných děl. Odtud název Sursum (z latinského vzhůru, do výše)..
Chtěli zachytit stav duše a vnitřní niterné stavy člověka. Cílem nebylo vědomí nebo nevědomí, ale nadvědomí. Část autorů byla původně spojena s katolickou revue Meditace, ale kromě křesťanského mysticismu bylo sdružení silně ovlivněno i teosofií, okultismem, a magií.

## Historie
Sdružení založili v Praze 30. července 1910 Emil Pacovský, Jan Konůpek, František Kobliha a Josef Váchal. V říjnu téhož roku se z iniciativy Emila Pacovského konala 1. výstava volného sdružení výtvarného Sursum v brněnském Klubu přátel umění, protože žádná z pražských výstavních jí prostor poskytnout nechtěla.. Na ní byli jmenovaní výtvarníci, a také dosud neznámý Jan Zrzavý, zastoupeni celkem 52 díly. Z nich ideovou orientaci vystihují zejména tituly Konůpkových obrazů a grafik:Resignace, Tíha věčnosti, Extáse, Touha, Hypnos, Gentiana Asklepiana, Osud, Tlení, Nezrození, Stigmata,, a Váchalových:Vzývači Satana, Skon sv. Terezie, Meditace, Pokušení, Seance, Plán vášní a pudů, aj.
1. listopadu 1911 se konala zakládající valná hromada. Později se ke sdružení připojili malíř a grafik Miroslav Sylla, malíři Rudolf Adámek a Adolf Gärtner.  22. září 1912 byla v pražském Obecním domě zahájena Výstava uměleckého sdružení SURSUM, druhá a zároveň poslední společná výstava. Na pražské výstavě vystavovala také Skupina výtvarných umělců reprezentující nastupující kubismus.
Myšlenky a snahy sdružení byly v dalším vývoji českého umění zastíněny avantgardními směry, zvláště pak právě kubofuturismem reprezentovaným Skupinou. Přesto všichni členové došli k svébytné podobě vizionářství a mysticismu, ve kterém pokračovali i ve třicátých letech 20. století, kdy byl v Česku velký zájem o esoterické nauky a hermetismus z důvodů existenčních nejistot, strachu z války.[zdroj?] V té době se k nim připojil také fotograf a malíř František Drtikol.